# João Joaquim Pizarro
João Joaquim Pizarro (Rio de Janeiro, 25 de fevereiro de 1842 – 21 de fevereiro de 1906) foi um médico brasileiro.
Doutorado pela [Faculdade de Medicina do Rio de Janeiro]] em 1866, defendendo a tese “Feridas por arma de fogo”. Foi eleito membro da Academia Nacional de Medicina em 1903, com o número acadêmico 238, na presidência de Joaquim Pinto Portella.